# Erotická pomůcka

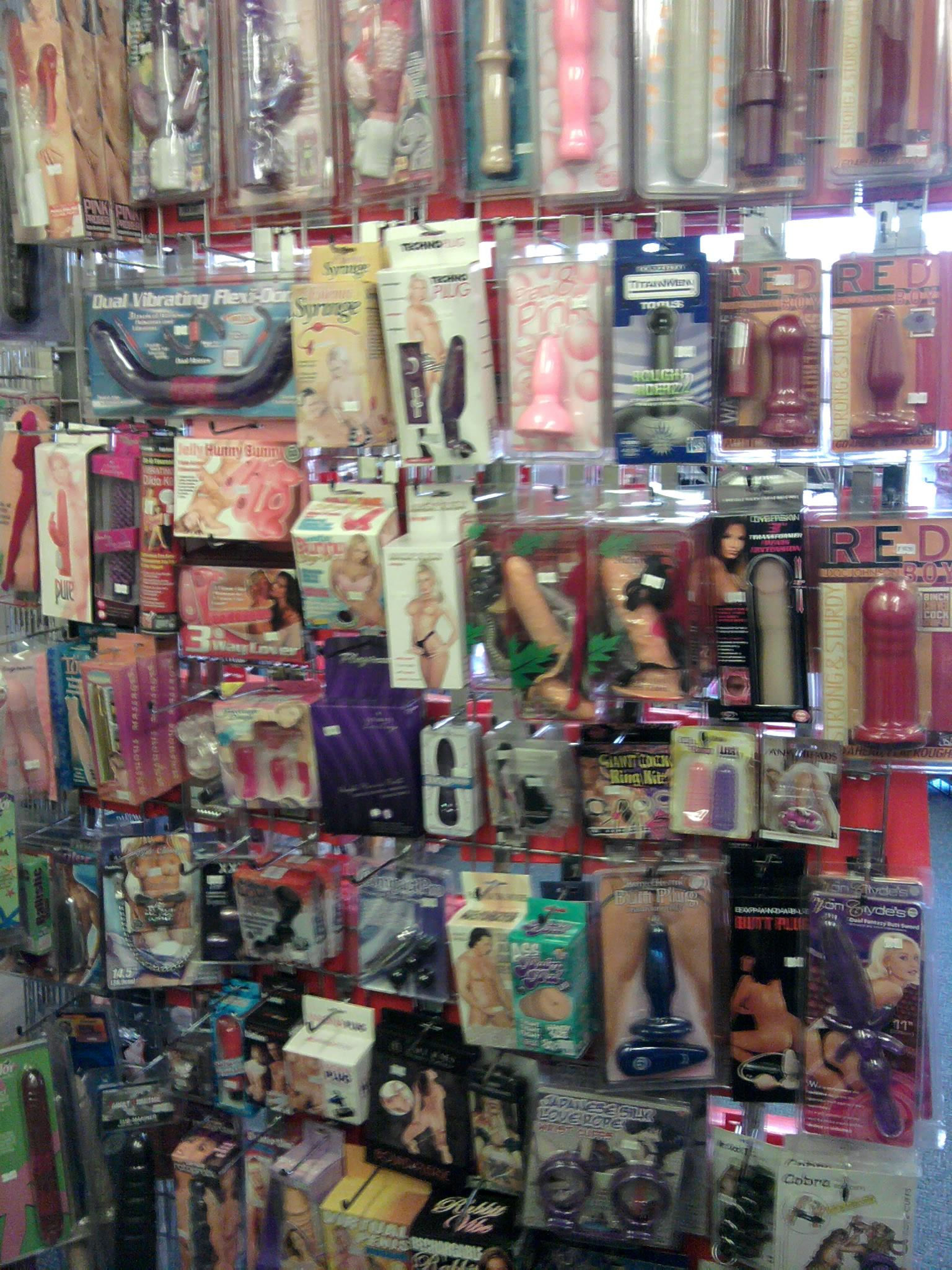
různé erotické pomůcky

Jako erotická pomůcka se označují takové předměty, určené obvykle k dosažení sexuálního uspokojení v případě chybějícího sexuálního partnera, případně jako doplněk při milostné předehře či jako součást plnohodnotného sexu.
Mezi erotické pomůcky náleží například:
- Venušiny kuličky
- Vibrátor
- Vibrační vajíčko
- Nafukovací panna
- Vakuová pumpa
- Umělá vagína
- Lubrikační gel
- Anální kolík
- Návlek na penis
- Kondom

V minulosti se erotické pomůcky mnohdy vyráběly z měkčeného PVC, které obsahovalo DEHP a další ftaláty, přičemž množství změkčovadel tvořilo 10 až 55 % hmotnosti výrobku. V roce 2020 spotřebitelské testy v laboratoři prokázaly uvolňování menšího množství  těkavých organických látek a siloxanů ze silikonových vibrátorů.